# Distrito de Kajiado
O distrito de Kajiado é um antigo distrito na província do Vale do Rift, no Quênia. Tem uma população de 687.312 e uma área de 21.292,7 km ². O distrito limita com Nairóbi e estende-se até à fronteira com a Tanzânia ainda mais ao sul. A capital do distrito é Kajiado, mas a maior cidade é Ngong.
| Autoridades locais (concelhos) |         |            |                 |
|                                |         |            |                 |
| Autoridade                     | Tipo    | População* | População urb.* |
| Kajiado                        | Cidade  | 12,204     | 9,128           |
| Olkejuado                      | Condado | 393,850    | 71,223          |
| Total                          | -       | 406,054    | 80,351          |
| * 1999 censo. Fonte:           |         |            |                 |

O condado está dividido em sete divisões administrativas. A recém divisão criada de Isinya não está incluída na tabela a seguir, com base no censo de 1999:
| Administrative divisions    |            |                 |         |
|                             |            |                 |         |
| Divisão                     | População* | População urb.* | Sede    |
| Central                     | 69,402     | 16,444          | Kajiado |
| Loitokitok                  | 95,430     | 7,495           |         |
| Magadi                      | 20,112     | 0               | Magadi  |
| Mashuru                     | 35,666     | 2,248           | Mashuru |
| Namanga                     | 35,673     | 5,503           | Namanga |
| Ngong                       | 149,771    | 20,657          | Ngong   |
| Total                       | 406,054    | 38,299          | -       |
| * 1999 census. Sources: , , |            |                 |         |

## Círculos eleitorais
- Círculo Eleitoral Central de Kajiado
- Círculo Eleitoral do Norte de Kajiado
- Círculo Eleitoral do Sul de Kajiado

## Metrô de Nairóbi

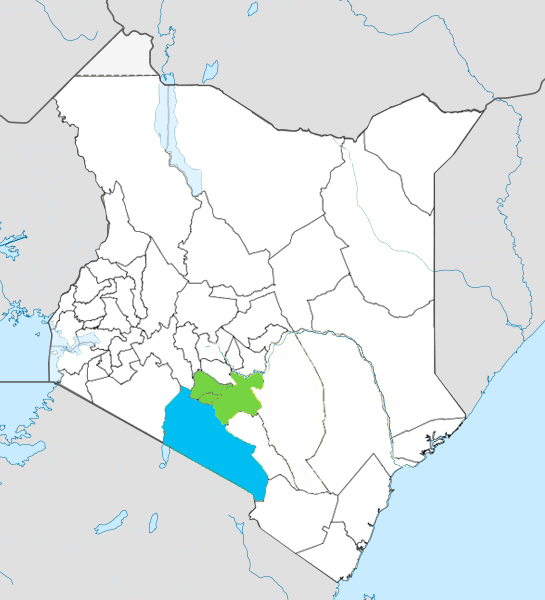
Condado de Kajiado (azul) próximo ao Metrô de Nairóbi (verde)

O condado de Kajiado é dentro da Grande Nairóbi o que consiste de 4 em 47 condados no Quênia mas a área gera cerca de 60% da riqueza das Nações. The counties are:
| Área         | Condado             | Área (km2) | População Census 2009 | Cidades/Municípios dos condados                                       |
| ------------ | ------------------- | ---------- | --------------------- | --------------------------------------------------------------------- |
| Core Nairobi | Condado de Nairóbi  | 694.9      | 3,138,369             | Nairobi                                                               |
| Metrô Norte  | Condado de Kiambu   | 2,449.2    | 1,623,282             | Kiambu, Tica, Limuru, Ruiru, Karuri, Kikuyu                           |
| Metrô Sul    | Condado de Kajiado  | 21,292.7   | 687,312               | Kajiado, Olkejuado, Bissil, Ngong, Kitengela, Kiserian, Ongata Rongai |
| Metrô Leste  | Condado de Machakos | 5,952.9    | 1,098,584             | Kangundo-Tala, Machakos, Athi River                                   |
| Total        | Metrô de Nairóbi    | 30,389.7   | 6,547,547             |                                                                       |

 Fonte: NairobiMetro[ligação inativa]/ Kenya Census